# Pitavastatine
Le pitavastatine, est un médicament de type statine et utilisé comme hypocholestérolémiant.

## Mode d'action
Il s'agit d'une statine qui agit en bloquant l'HMG-CoA réductase.

## Usage médical
La pitavastatine est un médicament utilisé pour traiter les taux de lipides anormaux et réduire le risque de maladie cardiaque . Le médicament est pris par voie orale.

## Effets secondaires
Les effets secondaires de ce médicament comprennent des douleurs musculaires ou de la diarrhée. D'autres effets secondaires peuvent inclure une lyse musculaire accompagnée de problèmes rénaux, de problèmes hépatiques, de diabète, de réactions allergiques ou de problèmes de mémoire. L'utilisation de ce médicament pendant la grossesse peut nuire au fœtus.

## Histoire
Le médicament a été breveté en 1987 et approuvée pour un usage médical en 2003. Il a été approuvé aux États-Unis en 2009. Il est disponible dans plusieurs pays d'Europe. Aux États-Unis, 3 mois de traitement coûtent environ 1 000 dollars américains à partir de 2021.